# Karl Delorme

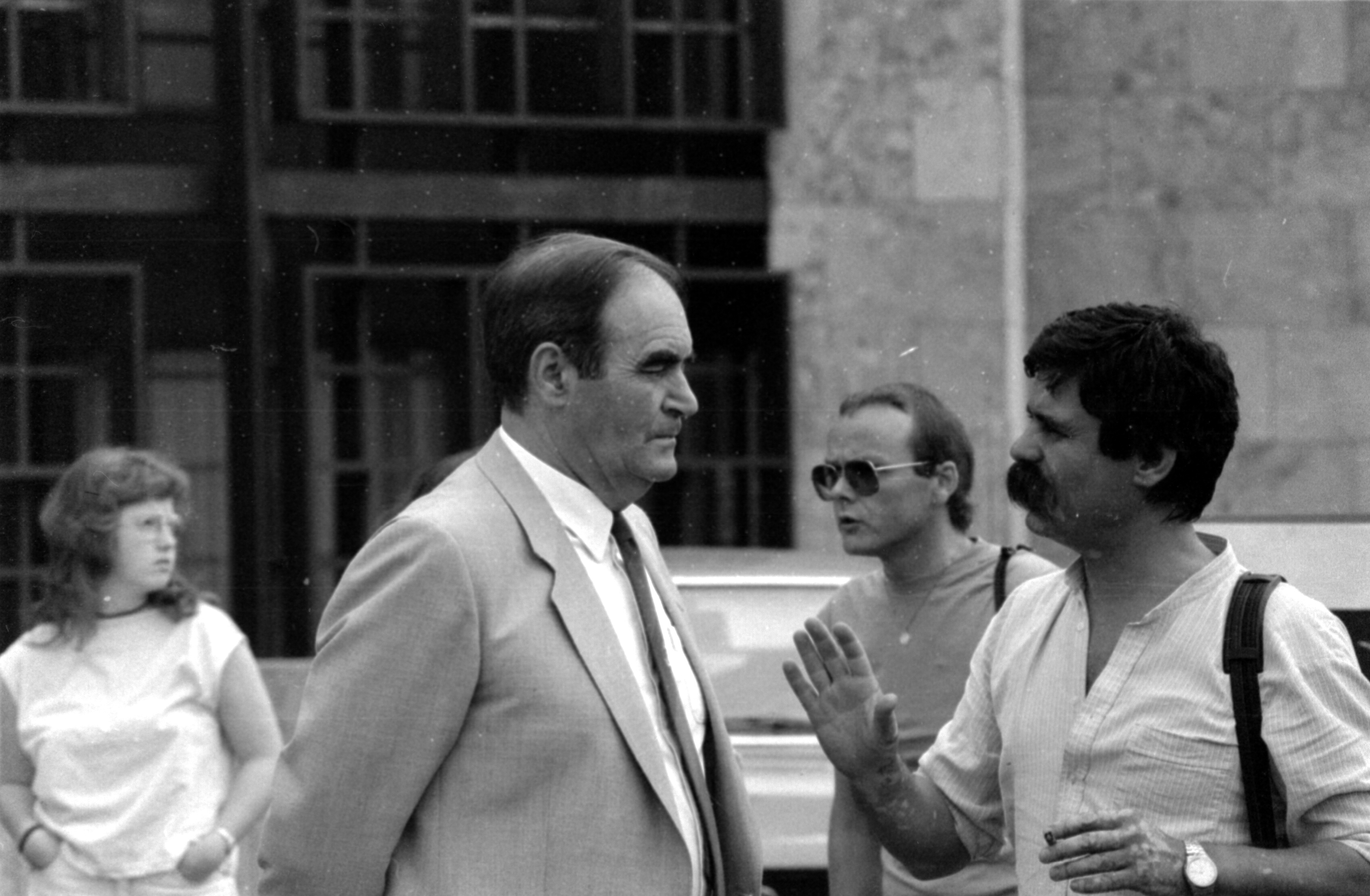
Karl Delorme am 31. August 1985 in Mainz

Karl Delorme (* 23. Januar 1920 in Mainz; † 12. März 2011) war ein deutscher Politiker (SPD). Er war Bürgermeister der Stadt Mainz und Bundestagsabgeordneter.

## Leben
Delorme wurde als drittes Kind einer Handwerkerfamilie in der Mainzer Altstadt geboren und wuchs dort auf. Karl Delorme war aktives Mitglied der katholischen Jugend. In der Druckerei des katholischen Lehrlingshauses erlernte er den Beruf des Schriftsetzers. Während des Zweiten Weltkriegs (1939–1945) war er Soldat. 1946 wurde er aus der amerikanischen Kriegsgefangenschaft entlassen. Im selben Jahr trat er der SPD bei.
Von 1950 bis zu seiner Wahl 1957 als Bürgermeister und hauptamtlichen Dezernenten für Soziales gehörte er dem Mainzer Stadtrat an. Als Mitglied des Stadtvorstands hatte er enge und freundschaftliche Kontakte zu Jockel Fuchs, der ab 1965 Oberbürgermeister der Stadt Mainz war. Von 1960 bis 1976 war er SPD-Vorsitzender des Unterbezirks Mainz. Die Errichtung eines Sanierungsamtes unter seiner Leitung war der Startpunkt für das Sanierungsgebiet südliche Altstadt innerhalb der Mainzer Altstadtsanierung bzw. Stadtkernsanierung. Als Dezernent wirkte Delorme unter anderem auf die Stiftung der Johannisnacht hin, die 1968 anlässlich des 500. Todestages von Johannes Gutenberg erstmals gefeiert wurde. 1981 wechselte er von seiner hauptamtlichen Position im Stadtvorstand zu einem ehrenamtlichen Beigeordneten, eine Funktion, die er bis zu seiner Wahl in den Deutschen Bundestag bekleidete.
Delorme war vom 29. März 1983 bis 18. Februar 1987 eine Wahlperiode lang Mitglied des Deutschen Bundestages. Er wurde über die Landesliste der SPD Rheinland-Pfalz gewählt.
Seit 1994 war er Präsident des Arbeiter-Samariter-Bundes Landesverband Rheinland-Pfalz. Karl Delorme war verheiratet und hatte zwei Kinder.

## Ehrungen
Delorme wurde mit dem Großen Bundesverdienstkreuz und mit dem Verdienstorden des Landes Rheinland-Pfalz ausgezeichnet. Er erhielt den Ehrenring der Stadt Mainz, die Rheingoldplakette in Gold, die Martinus-Medaille des Bistums Mainz sowie das ASB-Ehrenkreuz in Gold und Silber. Im Dezember 2004 beschloss der Mainzer Stadtrat, Karl Delorme zum Ehrenbürger der Stadt Mainz zu ernennen.